# ۱۲۰۹ (میلادی)

## رویدادها
- زمین‌لرزه نیشابور. در سال ۶۰۵ ق زمین‌لرزه فاجعه‌باری، که در سرتاسر بخش بزرگی از خراسان باختری حس شد، منطقه نیشابور را تقریباً بکلی ویران کرد. شمار بسیار اندکی از ساختمان‌ها در نیشابور توانستند در برابر لرزه ایستادگی کنند. در مجموع، پیرامون ۱۰ هزار تن کشته شدند.